# Pholioxenus gobicus
Pholioxenus gobicus är en skalbaggsart som beskrevs av Kryzhanovskij 1974. Pholioxenus gobicus ingår i släktet Pholioxenus och familjen stumpbaggar. Inga underarter finns listade i Catalogue of Life.